# مسعود رجب‌نیا
مسعود رجب‌نیا مترجم اهل ایران بود. وی در سال ۱۲۹۸، در تهران متولد شد و پس از طی دورهٔ مقدماتی و متوسطه، وارد دانشسرای عالی تهران (دانشگاه تربیت معلم کنونی) گردید و با اتمام این دوره، تحصیلات خود را در رشتهٔ ادبیات فارسی دانشگاه تهران پی گرفت. او در سال ۱۳۲۲ مدرک لیسانس خود را دریافت نمود و در سال ۱۳۴۲ مدرک کارشناسی ارشد را از موسسهٔ مطالعات و تحقیقات اجتماعی دانشگاه تهران اخذ نمود. رجب‌نیا ابتدا به استخدام وزارت فرهنگ درآمد و به تدریس در دبیرستان‌های تهران مشغول شد. سپس وارد خدمات دولتی شد و مشاغل متعددی را در رشته‌های فرهنگی و اجتماعی برعهده گرفت و سرانجام در سال ۱۳۵۸ با سمت معاونت کتابخانهٔ ملی بازنشسته شد. رجب‌نیا در کنار کار اداری و تدریس، از سال ۱۳۲۵ رسماً به ترجمهٔ متون انگلیسی در زمینهٔ ادبیات خارجی و تاریخ پرداخت و تا زمان وفاتش بدین کار مشغول بود. او در سال ۱۳۷۷، در کشور ترکیه درگذشت.

## آثار
رجب نیا به‌دلیل تحصیل در رشتهٔ ادبیات فارسی با انواع نثر فارسی آشنا بود و فارسی نوین را به‌طور بسیار روان می‌نوشت. زبان او سادگی فاخر نوشته‌های سبک خراسانی را داشت. وی کار ترجمه را از سال ۱۳۲۹ به طور رسمی با ترجمهٔ رمان دیوید کاپرفیلد اثر چارلز دیکنز آغاز کرد اما پس از این حوزه، فعالیت خود را بر روی تاریخ عمومی، تاریخ اجتماعی و تاریخ هنر ایران و اسلام متمرکز نمود.